# Deverra reboudii
Deverra reboudii är en växtart i släktet Deverra och familjen flockblommiga växter.
Arten är en mindre buske som förekommer i Marocko och norra Algeriet. Den beskrevs av Ernest Saint-Charles Cosson och Michel Charles Durieu de Maisonneuve 1862.